# Sunday Mondays
Singles de Vanessa Paradis
Be My Baby 
 (septembre 1992) Just as Long as You Are There 
 (juillet 1993)
Pistes de Vanessa Paradis
Lonely Rainbows Your Love Has Got a Handle on My Mind
Sunday mondays est le 11e single de Vanessa Paradis. Il est sorti en janvier 1993 en 2e extrait de l'album Vanessa Paradis, produit par Lenny Kravitz. Il est entièrement chanté en anglais.
La photo de la pochette est réalisée par le photographe Paolo Roversi.

## Versions
Vanessa interprétera ce titre lors du Natural High Tour en 1993, du Bliss Tour en 2001, de sa Tournée Acoustique en 2010 et sur le Love Songs Tour en 2013.

## Le clip
Le clip de Sunday mondays a été réalisé par Philippe Gautier. 

Vanessa, habillée en robe blanche créée par Azzedine Alaïa, chante le titre dans les nuages. Elle est accompagnée de ses musiciens et d'une grande parade qui donne à l'ambiance un côté Yellow Submarine des Beatles.

Le clip fut tourné dans un studio de la banlieue parisienne en décembre 1992 en une journée et mis en télé début janvier 1993.

## Ventes
Sunday Mondays s'écoule à 60 000 exemplaires dans le monde et se classe 41 au Top 50.

## Reprise
- Sogno la Felicità – 1997
- Bad time for Gonzo - 2009[4]